# 托勒密八世
托勒密八世·費斯康「施惠者二世·奢華者」（希臘語：Πτολεμαῖος Εὐεργέτης Τρύφων, Ptolemaĩos Euergétēs Tryphon，约前182年—前116年6月28日），他的王室稱號「歐厄爾葛忒斯·特里豐」分別意味著「施惠者」和「奢華者」，「費斯康」（Φύσκων）是他的外號，意思是「胖子」。托勒密八世是古埃及托勒密王朝國王，是托勒密五世和克麗奧佩脫拉一世的小兒子。在他統治期間，國內在政治和軍事上與他的兄弟姊妹托勒密六世和克麗奧佩脫拉二世陷入激烈衝突而知名。
原本托勒密八世與他的兄姐們共同統治埃及，直到第六次敘利亞戰爭為止。在那場戰爭中，托勒密六世被敵人挾持，托勒密八世成為埃及唯一的國王。當戰爭結束，前168年托勒密六世恢復了王位，回到三元共治。但兩兄弟雙方開始出現摩擦和爭端，前164年托勒密八世驅逐了他的兄長，成為托勒密埃及的唯一國王，但他自己又在公元前163年被驅逐。在羅馬干預下讓兩兄弟暫時和解，托勒密八世被分配為昔蘭尼國王，獲得昔蘭尼加作為他的王國。在羅馬人允許下，托勒密八世他一再試圖從他的兄弟手中奪取塞浦路斯島，但終失敗。
托勒密六世於公元前145年去世後，托勒密八世返回埃及與他的姐姐克麗奧佩脫拉二世一同為埃及的共治王。托勒密八世他殘酷對待反對派，並決定娶他的侄女克麗奧佩脫拉三世並將她提升為共治王的地位，這導致克麗奧佩脫拉二世與他之間爆發內戰，直到前132年至前126年為止。內戰中克麗奧佩脫拉二世不僅控制首都亞歷山卓，也受到國內希臘裔人口的支持，相對地托勒密八世和克麗奧佩脫拉三世則控制埃及其他部分，並受到埃及本土人的支持。在這場內戰中，埃及本土人第一次被提拔到托勒密政府的最高層。托勒密八世最終取得內戰勝利，回到原本的三元共治，與克麗奧佩脫拉二世和克麗奧佩脫拉三世一起統治，直到托勒密八世於前116年去世為止。
古代希臘史料提起托勒密八世都描敘的非常負面，說他個性殘暴且嘲笑他身形太胖和性格變態，與他兄長托勒密六世正面的溫和作風有鮮明對比。現代學者Günther Hölbl評論托勒密八世是「希臘化時代最殘暴且最狡猾的政治人物之一」。

## 背景和早期統治

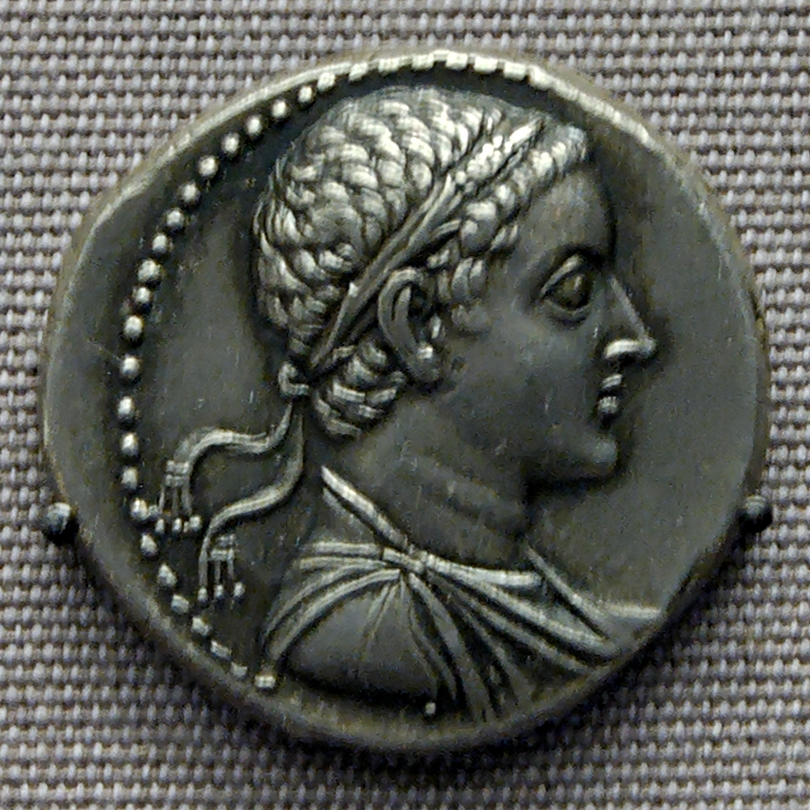
托勒密五世的錢幣，他是托勒密八世的父親

托勒密八世是托勒密五世的小兒子，父親於前204年至180年是埃及的國王。父親托勒密五世的統治時暴發第五次敘利亞戰爭（前204－198年），托勒密埃及與統治小亞細亞和近東地區的塞琉古帝國安條克三世作戰，在這場戰爭中安條克三世徹底擊敗了托勒密軍隊，將柯里敘利亞和猶地亞併入他的帝國，托勒密埃及受到重創，淪為二流國家地位。為了穩固新的局勢，兩國在和平條約中約定托勒密五世與安條克三世的女兒克麗奧佩脫拉一世締結婚約，兩人便在前194年成婚。這對王家夫婦的長子托勒密六世出生在前186年，並準備作為王位繼承人培養。一個姐姐克麗奧佩脫拉二世約在前186年到前184年出生。托勒密八世則是次子，他大約出生在前184年，
第五次敘利亞戰爭的失敗，給托勒密五世之後的統治蒙上了陰影。托勒密廷臣中形成一個主要派系主戰派，他們為了恢復埃及的威望，鼓吹發動戰爭復仇。而另一個派系主和派則拒絕花費過多經費在軍事重建上，他們反對讓整個國家過度軍事化。前180年9月，正值壯年30歲的托勒密五世突然去世，由年僅6歲的長子托勒密六世繼位。由於新國王年紀太小，實際權力掌握在王國攝政手中，首先先是王后克麗奧佩脫拉一世（前180年－前178/177年）擔任攝政，王后去世後由歐拉尤斯和勒那烏斯（前178/177年－前170年）接替攝政之位。這兩位攝政者立場上傾向主和派，也與主和派的聯繫較為密切，因此主戰派的成員似乎開始將年輕的托勒密八世視為他們行事的潛在指標人物。

## 第一次統治時期 （前170年－前163年）

### 登基和第六次敘利亞戰爭（前170年－前168年）

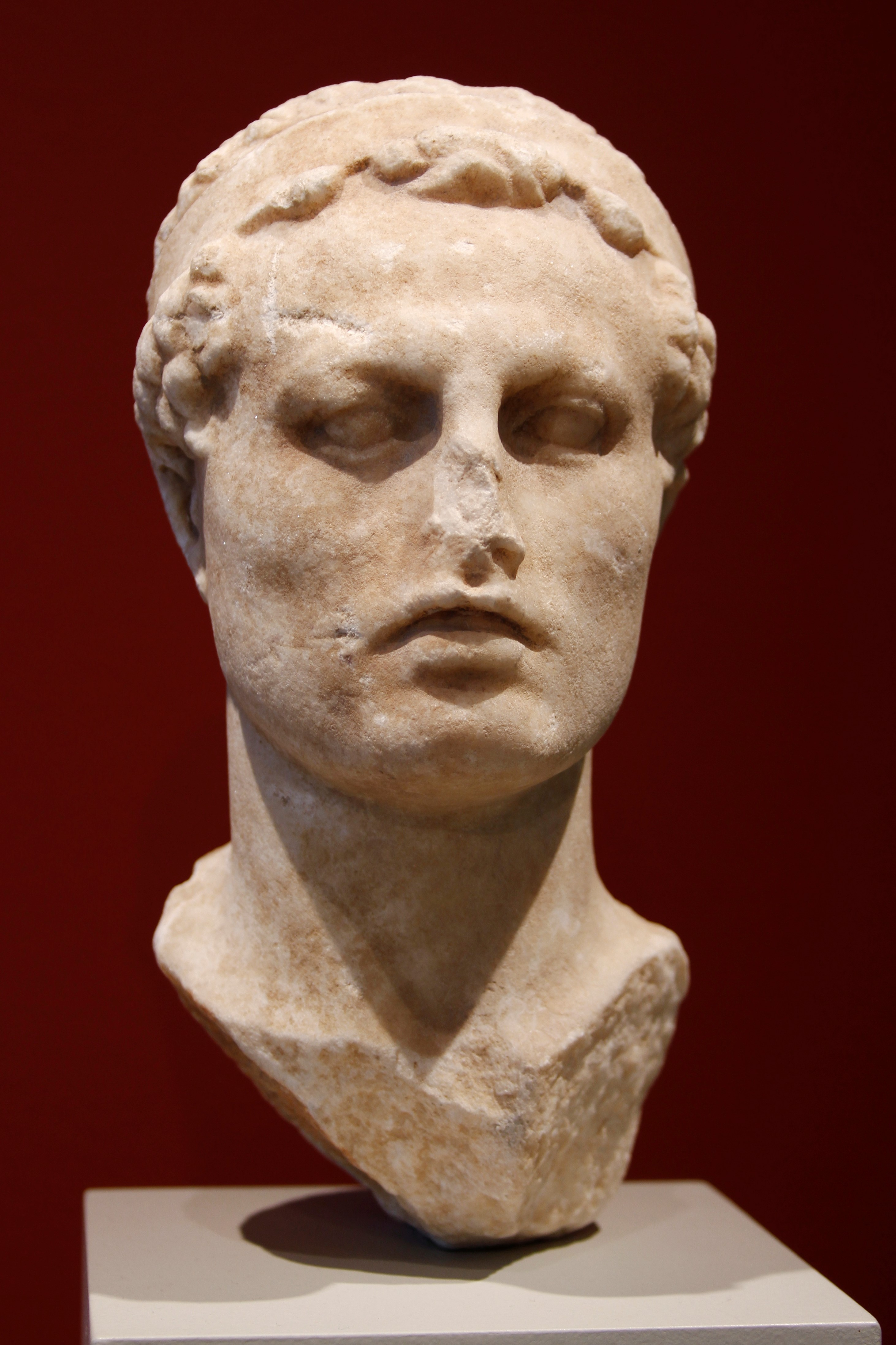
安條克四世

前175年，在政策上奉行和平主義的塞琉古國王塞琉古四世被謀殺，經過兩個月的混亂和衝突後，他的弟弟安條克四世繼承了王位。塞琉古帝國動蕩的局勢，賦予托勒密宮廷中的主戰派更多聲勢，尤拉烏斯和萊內烏斯只得盡力安撫他們。但在前172年，他們似乎已經接受了主戰派的立場。
前170年10月，年約16歲的托勒密八世被提升為共治王，並與他的兄姐夫妻們一起作為「愛母神」（Theoi Philometores）之一併入托勒密王朝神化崇拜，這一年被宣佈為新的紀年元年。學者John Grainger認為讓托勒密八世登基是旨在掩蓋宮廷中出現的派系分歧，並在戰爭前夕促進團結。托勒密六世仍然是三者之中最上位國王，正如前170年時托勒密六世宣布成年並慶祝他的「成年禮」（anakleteria）所證明的那樣，代表著攝政政府的正式結束。然而，實際上，前攝政歐拉尤斯和勒那烏斯仍然執掌著政府。
不久，大概是在前169年前半之時第六次敘利亞戰爭爆發，當托勒密埃及的軍隊從邊境要塞貝魯西亞出發入侵巴勒斯坦時，托勒密八世可能留在亞歷山大，隨後埃及軍隊在西奈半島被安條克四世的軍隊攔截並被殲滅，殘兵退往尼羅河三角洲，讓安條克四世攻陷貝魯西亞並進入三角洲。
這場大敗導致亞歷山卓的托勒密政府面臨崩潰，重臣歐拉尤斯準備把國王托勒密六世和國庫中的財寶送往愛琴海的薩莫色雷斯島避難。然而當此逃亡計畫實行之前，托勒密埃及兩位高級將領科马努斯（Comanus）和齊納斯（Cineas）就先行一步發動軍事政變，掌控了托勒密政府。當安條克四世率軍兵臨亞歷山卓城下，托勒密六世只得親自與安條克四世會面，雙方簽訂和約，和約明定未來托勒密埃及將成為塞琉古帝國的屬國。當亞歷山卓的公民們聽聞和約的內容後大為不滿，開始暴動。科马努斯和齊納斯領導的托勒密政府隨即否定合約的合法性，並把托勒密六世放逐，宣布托勒密八世是唯一的國王，至於另一位共治王克麗奧佩脫拉二世文獻並沒有提到當時她的立場和所在。安條克四世聞之和約被推翻後大怒，他收容托勒密六世並發動亞歷山卓圍城戰，但他無法攻下這座巨城，在前169年冬季來臨前於9月從埃及退兵，留下托勒密六世做為傀儡留守在孟菲斯，安條克也留下一部分塞琉古守軍在貝魯西亞，為隔年再度入侵做準備。
在安條克暫時撤軍兩個月後，托勒密六世脫離塞琉古帝國的掌控，並重新與托勒密八世與克麗奧佩脫拉二世和解，返回亞歷山卓重登王位。重新修復的三元共治政府再度準備作戰，遣使到希臘本土召募新的雇傭軍，而安條克四世也如計畫在隔年前168年春季再度率軍進入埃及本土。去年時安條克四世還可以用「修復外甥托勒密六世王位」的名義，來攻取埃及城鎮，但這次不行。當本次安條克迅速攻占孟菲斯後，他為自己冠上埃及國王的頭銜，並再一次往亞歷山卓進軍。然而，托勒密政府遣使向羅馬共和國求救的請求收到回報，羅馬擔心東方兩個希臘化大國如果合併將會威脅到羅馬在地中海的霸權，由元老院派遣大使蓋烏斯·波皮利烏斯·拉埃納斯挾著同年羅馬大軍摧毀安提柯馬其頓王國的餘威，在亞歷山卓的城郊厄琉息斯（Eleusis）與安條克四世接觸，羅馬大使強勢對安條克下最後通牒，要求安條克四世立即撤軍，被迫同意的安條克只得結束與托勒密埃及的戰爭。

### 共治到單獨統治（前168年－前163年）

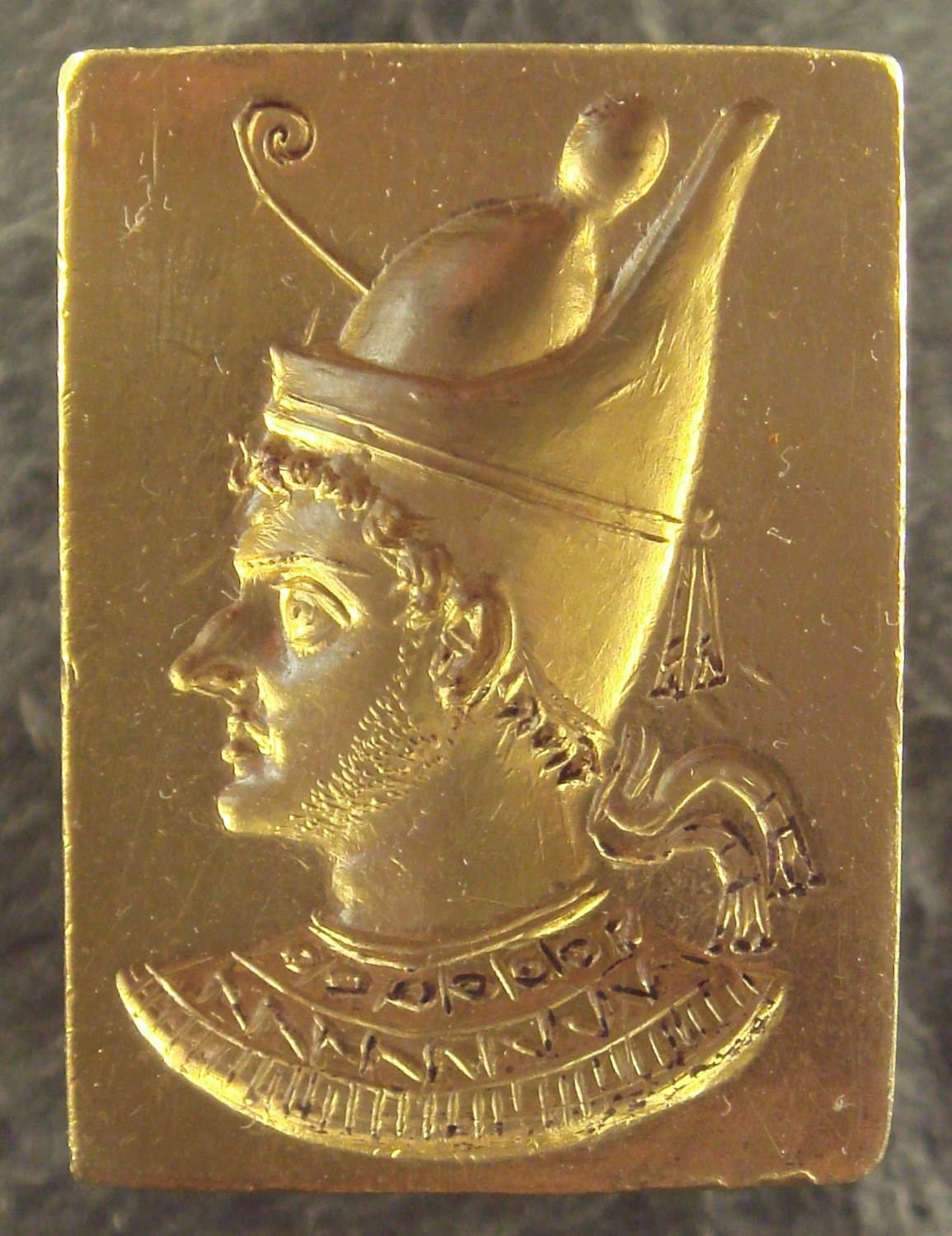
穿著埃及頭飾的托勒密六世，今收藏羅浮宮

在第六次敘利亞戰爭中托勒密六世、弟弟托勒密八世和妹妹克麗奧佩脫拉二世三元共治的情形仍在戰爭後期維持，但因為托勒密軍隊在軍事上的潰敗，王室的威望大幅下降，且戰爭中托勒密六世和八世之間的立場矛盾，也永久的傷害兩人在戰後之間的關係。
前165年一位可能出身本土埃及裔重要朝臣狄奥尼修斯·佩托萨拉皮斯（Dionysius Petosarapis），他企圖誘使托勒密兄弟不和來奪權，在事跡敗露時他鼓動亞歷山卓的希臘公民暴動，騙他們說托勒密六世準備謀殺弟弟，正當暴民們氣憤填膺宣鬧要把哥哥驅逐時，托勒密六世說服托勒密八世，與他親密地一同公開在體育場戲劇化出席亮相，破除這個謠言，也平息了動亂。狄奥尼修斯在混亂中逃出亞歷山卓，隨後鼓動一些軍官和部隊造反，隨後一年法尤姆地區發生過激烈的戰鬥。另一方面，差不多在同一時間在上埃及的底比得（Thebaid）地區，發生另一場與狄奥尼修斯無關的叛變，並最終叛軍捲襲該地，推翻托勒密埃及在當地的統治，建立了本土的埃及政權。托勒密六世被迫率軍去各地平亂，他花了好大功夫才攻下被叛軍占領的帕诺波利斯（Panopolis）。
到了前164年下半，大約在兄長從南征回來不久，共治王托勒密八世此時大約20歲了，不知怎麼的托勒密八世把兄長和克麗奧佩脫拉二世的權位剝奪並且驅除出境，文獻並沒有提到事件的發生詳細經過，但西西里的狄奧多羅斯提到這次驅逐事件是一位名為提謨修斯（Timotheus）的人所策劃的，後來提謨修斯成為托勒密八世重要的大臣。托勒密六世被迫前往羅馬尋求幫助，在羅馬他並沒有得到任何幫助，他只得前往還效忠於他的塞普勒斯島。托勒密八世使用王室稱號「施惠者」（Euergetes）來區別他的兄長、姊姊使用的「愛母者」，也令人憶起使用同樣王室稱號「施惠者」的先祖托勒密三世。據說托勒密八世表現得很專橫，他的大臣提謨修斯使用酷刑並任意處決來消滅他的敵人。前163年夏季首都亞歷山卓公民暴動反對托勒密八世，公民們驅逐了他並召回托勒密六世重新為王。

## 昔蘭尼國王（前163年－前145年）
在托勒密六世重新掌權後，兩位羅馬使者說服托勒密六世把昔蘭尼加交與托勒密八世統治來平息兩兄弟的爭端。托勒密八世於是啟程前往昔蘭尼，但他對這結果並不滿意。在前163年末或前162年初，他親自前往羅馬提出他的出訴求，羅馬元老院認可這種分配不公平，認為托勒密八世應該還要加上賽普勒斯島才行，古希臘歷史學家波利比烏斯認為元老院下這個決定是有意進一步減弱托勒密埃及的力量。托勒密八世離開羅馬後，前往希臘募集士兵準備發動武力奪取賽普勒斯島，他帶著艦隊航行到羅德島時遇到羅馬使者提貝里烏斯·曼利烏斯·托爾卡圖斯和格奈烏斯·科爾內利烏斯·梅魯拉等人，他們正要去托勒密六世宮廷要求執行元老院這命令。羅馬使者托爾卡圖斯和梅魯拉等人他們勸說托勒密八世罷兵，於是托勒密八世先返回昔蘭尼，他領著1,000名克里特傭兵來到埃及與昔蘭尼加的邊界，於帕拉特尼姆（Paraetonium）以西的一個小鎮等待羅馬人與兄長協商結果。托勒密八世在那兒等了四十天，他不在昔蘭尼的期間，負責留守的總督托勒密·塞姆佩蒂斯（Ptolemy Sempetesis）突然叛變，迫使他回頭鎮壓反叛但在戰場上被擊敗。托勒密八世最後在前162年年末重新奪回昔蘭尼的統治，但不清楚他是靠協商還是軍事行動才奪回的。
然而，當羅馬使者托爾卡圖斯和梅魯拉來到亞歷山卓後，托勒密六世成功拖延了時間，直到他得到昔蘭尼反叛的消息才回絕羅馬人的請求，羅馬使者們只得無功而返，回到了羅馬。前162/161年冬季，羅馬元老院對此與托勒密六世斷絕關係，並允許托勒密八世使用武力奪取賽普勒斯島，但羅馬並沒有為他提供實質幫助。前161年，托勒密八世發動對賽普勒斯島的遠征，這次遠征持續了一年之久，在塞浦路斯他遇到激烈抵，最終抗迫使他放棄了這次行動。
在前156年或前155年，托勒密八世遭到暗殺差點身亡，他公開宣示此事乃他兄長指使的。隨後托勒密八世再度前往羅馬，向元老院控訴並展示他的傷痕，結果羅馬元老院再度決議賽普勒斯島應屬於托勒密八世。前154年第二次羅馬使團由梅魯拉和路奇烏斯·米努修斯·瑟姆斯（Lucius Minucius Thermus）率領，並帶著一支艦隊護送托勒密八世到賽普勒斯島，儘管羅馬人大動作支持八世，但實際上並沒有打算武力介入，托勒密八世仍需靠自己的力量奪取這座島嶼。在羅馬人的造勢下，托勒密八世成功在賽普勒斯的拉帕索斯（Lapathus）站穩腳跟，對此托勒密六世發起反擊，他派軍隊圍攻托勒密八世所在的拉帕索斯城並成功抓捕到他。托勒密六世勸告弟弟放棄賽普勒斯島，並讓他繼續保留昔蘭尼的統治，同時承諾會每年給他一批糧食，也答應若以後女兒成年會許配給八世為妻，這位女兒可能是克麗奧佩脫拉·特婭。
作為昔蘭尼國王之時，托勒密八世試圖展現他希臘化君主中的美德「特里菲」（Tryphé），即奢華之意。昔蘭尼的主導祭司地位是阿波羅祭司，托勒密八世自己就身兼這一職務，且他不僅祭司盡職盡責，尤其是在他舉辦宴會之時，更是展現君主的奢華排場，極為奢華。他還參與了該城市大規模且全方位的建設項目，在昔蘭尼加的城市托勒邁斯以西有一座大墓，似乎是他曾經打算的最後安息之地。

### 與羅馬關係

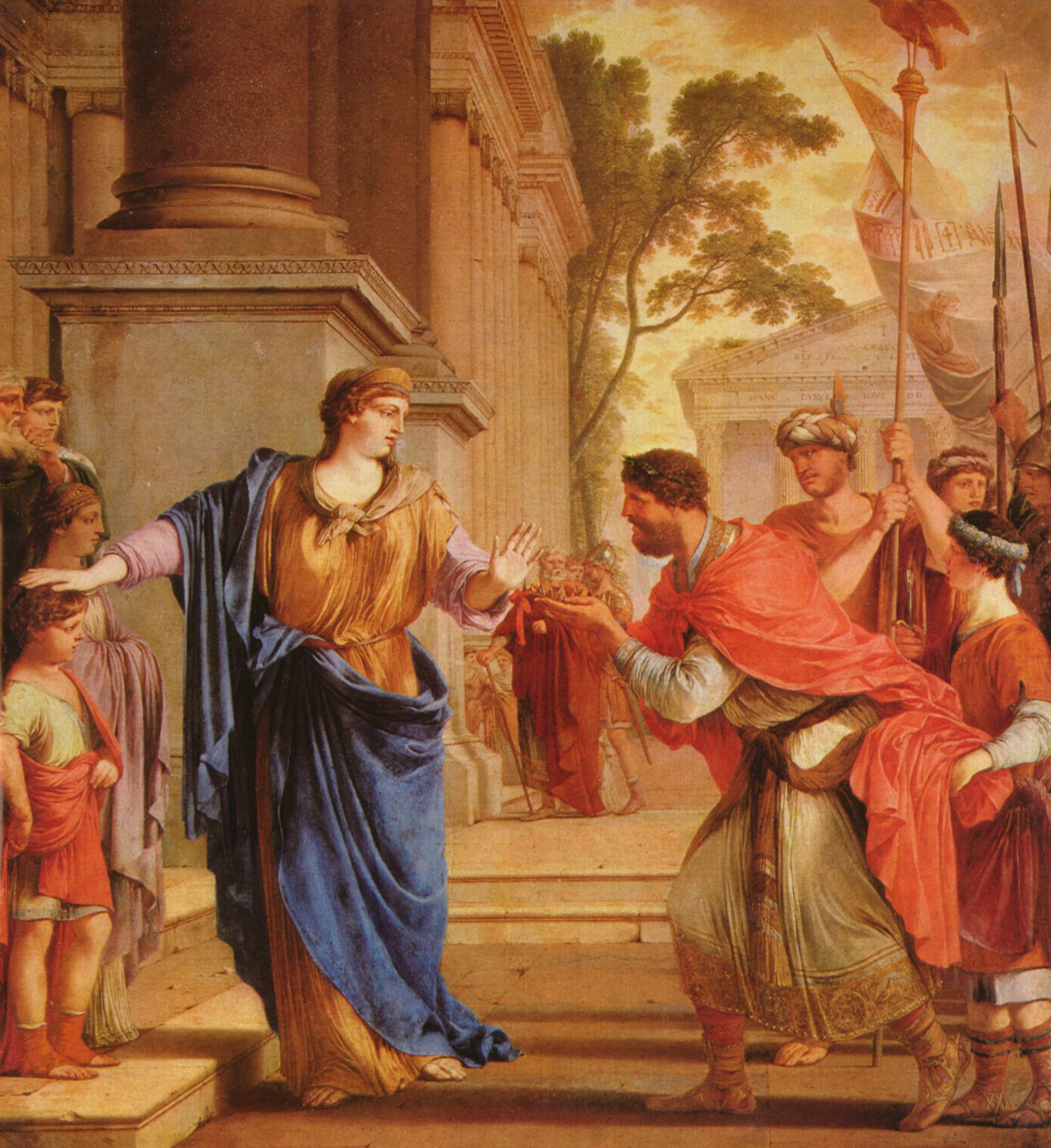
科涅莉亞推開托勒密八世給的王冠，由畫家洛朗·德拉伊爾所繪

在擔任昔蘭尼國王期間，托勒密八世仍與羅馬保持著極其密切的關係。從前162年起，他成為羅馬共和國官方的「盟邦和朋友」（amicus et socius）。據說他在羅馬期間邂逅了大西庇阿的女兒科涅莉亞（Cornelia），前152年在她的丈夫提比略·塞姆普羅尼烏斯·格拉古去世後，據稱托勒密八世向她求婚，但被她拒絕了。這種邂逅在新古典主義藝術中很流行，但它不太可能真正在歷史中發生過，即使這不一定是真實的，但這個故事也可能反映了托勒密八世與科涅莉亞和塞姆普羅尼烏斯等羅馬氏族（gens）有著密切聯繫。相比之下，他的兄長托勒密六世似乎與羅馬的老加圖保持著緊密聯繫。
前155年在托勒密八世遇刺後，他立一份銘文來記錄自己的遺囑，上面提到如果他死後沒有孩子，他會把昔蘭尼加遺贈給羅馬共和國。他這個舉動並未在文獻中被提起，但它符合史料中提到托勒密八世和羅馬人之間的密切關係，同時代類似的遺屬中還有著名的帕加馬國王阿塔羅斯三世的也是如此。在那個時代希臘君主們以此來保護自己不被王位觊觎者所暗殺或政變，托勒密八世的遺囑是這種做法中最早的案例。然而學者L. Criscuolo認為托勒密八世遺囑銘文實際上是羅馬人偽造的，這是羅馬人在前96年時意圖控制昔蘭尼加所製作的偽造品。

## 再度成為埃及國王（前145年－前132年）

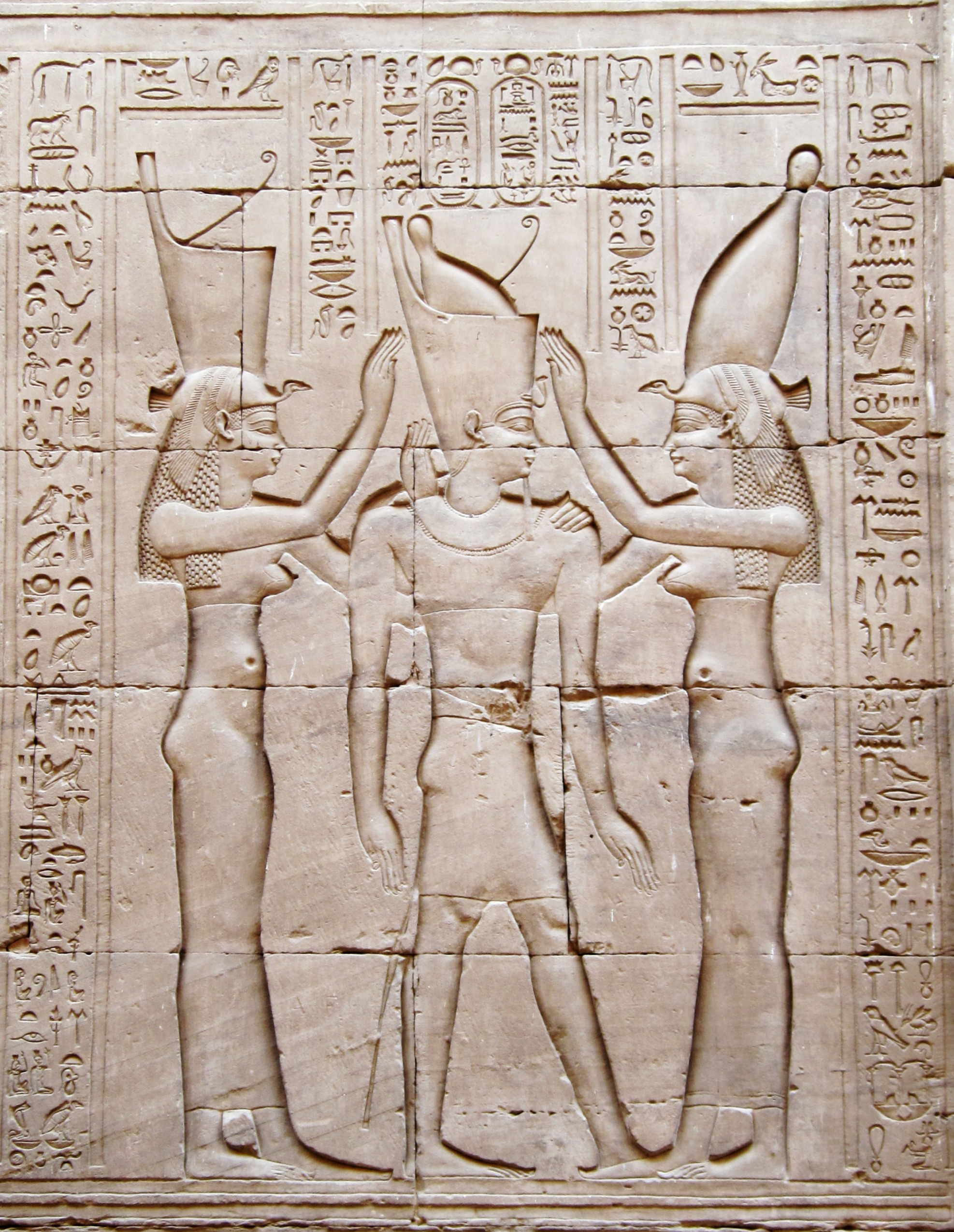
在埃德富荷魯斯神廟中，托勒密八世被上埃及和下埃及的化身奈赫貝特女神和瓦吉特女神加冕

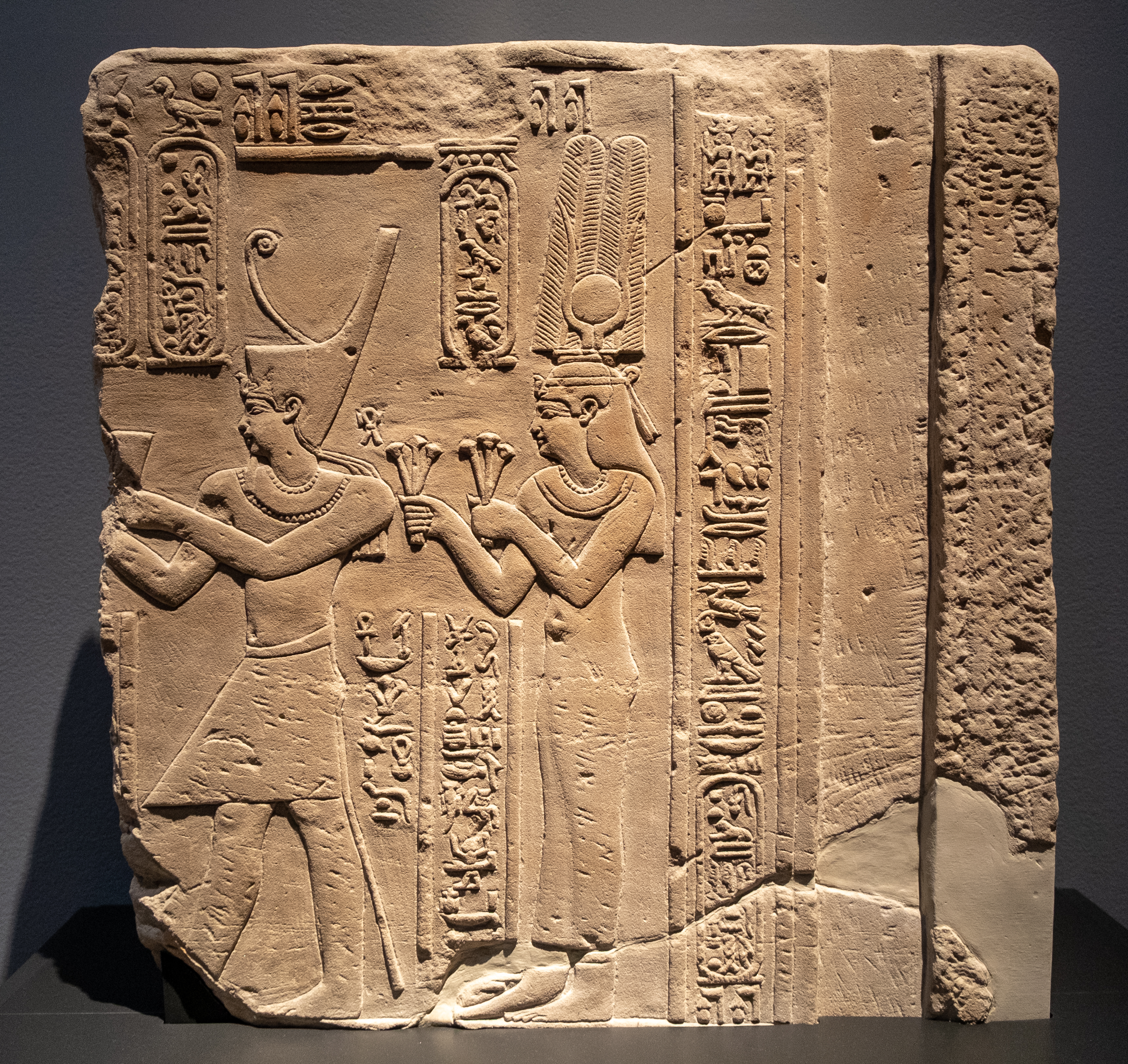
托勒密八世作為法老的裝扮

兄長托勒密六世於前145年戰死於敘利亞，出征前他似乎有意讓7歲兒子托勒密來繼承他的王位，但三個禮拜後亞歷山卓的公民們從昔蘭尼招喚托勒密八世回國，讓他繼承王位並迎娶姐姐克麗奧佩脫拉二世為王后，這對王室夫妻被神化為一對「施惠神」（Theoi Euergetai），被併入王朝崇拜之中。克麗奧佩脫拉二世之前與托勒密六世的婚姻中，就已經是「愛母神」（Theoi Philometores）之一的身分入祀。前144年或前143年的時候托勒密八世在孟菲斯加冕為法老，他與姊姊的婚姻中有一個兒子托勒密·孟斐忒斯
。
在前145年托勒密八世回到亞歷山卓之時，他被提到曾經發起一波大清洗，將曾經反對他的人或托勒密六世黨羽進行迫害。然而，托勒密八世的處事樣樣再度激起亞歷山卓人的不滿，他們懷念六世時的統治，並且同情他的親屬。托勒密八世對此嚴厲地逞罰反對他的人士，許多城內知名知識份子如薩莫色雷斯的阿里斯塔庫斯和雅典的阿波羅多洛斯等遭到迫害或流亡。甚至托勒密八世還對城內反對派屠殺和大流放。
|                                                     | 他（托勒密八世）驅除所有知識份子：語言學家、哲學家、幾何學教授、音樂家、畫家、學院講師、醫生等等，使得這些傳播知識給希臘人和異族人的人逃到別處去，這段描述來自一位遭到國王迫害的作者。 |
| ——巴卡的墨涅克勒斯（Menecles of Barca） FGrHist 270 | |

在文獻中的描述中，這場大清洗的內容到了駭人聽聞的境界，儘管有時很難確定具體的軼事是否屬於這次事件，或著是後面發生於前126年他攻陷亞歷山卓城之時。古羅馬歷史學家查士丁報告說托勒密八世讓他的士兵在亞歷山卓的街道上橫衝直撞，不分青紅皂白地殺人，直到他發現「他和他的士兵待在這麼一座大城市中，他像是在一間大房子中的國王，但房間之中除他外卻空無一人」。瓦萊里烏斯·馬克西姆斯提到當時亞歷山卓的年輕人逃到體育館避難，但托勒密八世命人放火把體育館燒了。大概就是在這個時期，托勒密八世獲得了一些貶義的綽號，包括「胖子」（Physcon）、「作惡者」（Kakergetes），「作惡者」這個詞是托勒密八世的王室稱號「施惠者」（Euergetes）希臘文的反意諷刺。
托勒密八世還可能把自己的侄子托勒密給謀殺了。根據查士丁記載，托勒密八世在前145年與姐姐克麗奧佩脫拉二世的婚禮當晚，親自殺了她與托勒密六世之子托勒密，這個男孩就在母親的懷裡死去。考古出土的莎紙草史料說明這件事很可能部分是真實的，這位男孩托勒密一開始被立為王位繼承人，但一當托勒密八世之子托勒密·孟斐忒斯出生後，這位男孩他就從文書中消失，到了前140年代托勒密·孟斐忒斯就被提升為共治王。托勒密八世重新登基後，托勒密埃及在愛琴海地區的領地也完全喪失，在他上任後的幾個月內，他就把托勒密埃及在愛琴海地區的最後幾個據點伊塔諾斯、錫拉島、邁薩納的駐軍撤回，使得托勒密埃及的疆域僅限於埃及本土、賽普勒斯島和昔蘭尼加。
前140年，托勒密八世没有跟克麗奧佩脫拉二世離婚下，與托勒密六世之女克麗奧佩脫拉三世结婚，因此同時出現兩位王后，重新建立了三元共治的局面。根據李維的記載，托勒密八世在他即位後不久就與他的侄女有了一腿，只是他現在正式宣布。學者Daniel Ogden認為與克麗奧佩脫拉三世的婚姻可能不是從一開始就計劃好的，而是採取了一項預防措施，來防止其他人透過與她的婚姻，來奪取王位。
很快地，新舊兩位王后之間對立日異嚴重，這安排也導致托勒密八世與克麗奧佩脫拉二世之間的紛爭。對於這種新婚安排，在克麗奧佩脫拉二世的支持下，一位名叫盖勒斯底（Galaestes）的托勒密埃及前任將軍發起了一場內戰。盖勒斯底原本是一位受托勒密六世信賴的軍官，他在前145年被流亡海外。在希臘的時候他把托勒密埃及的流亡者聚集起來，成立一支軍隊，並宣布他受命照顧托勒密六世之子，並把這位男孩立為埃及國王，盖勒斯底於是為了把這位男孩推上王位，開始入侵埃及發動內戰。此時托勒密八世的傭兵軍餉被拖延，他們正準備倒戈加入另一方，但幸好傭兵指揮官伊厄拉斯用他自己的錢來抵付欠餉才阻止倒戈。盖勒斯底最終徹底戰敗，前139年2月托勒密八世頒布了一項法令，確認埃及祭司的權利和特權，法令文中他提到自己、克麗奧佩脫拉二世和克麗奧佩脫三世和諧地共同統治。
同年，托勒密八世招待了一個由小西庇阿所率領的羅馬使團，他們的目標是來對東地中海的各勢力安排一個和平協定。古代史料強調羅馬人受到豪華的招待，主要是為了將其與羅馬人簡樸的行為進行對比，此時托勒密八世顯然已經非常胖了，去哪裡到需要一個擔架讓人抬著。

## 內戰（前132年－前126年）
前132年末，這對王室姐弟之間紛爭最終上升到公開武力衝突，托勒密八世和克麗奧佩脫拉三世同一陣營對抗克麗奧佩脫拉二世。一開始托勒密八世控制整個亞歷山卓城，但在前132年末時亞歷山卓公民發動暴動來支持克麗奧佩脫拉二世，他們在反抗托勒密八世過程中，還放一把火燒了宮殿。托勒密八世、克麗奧佩脫拉三世和她們的孩子逃到賽普勒斯島去，而克麗奧佩脫拉二世則是宣布自己是埃及唯一的統治女王，這是托勒密埃及王室女子中第一位單獨統治者。克麗奧佩脫拉二世給自己的王室稱號改為「愛母·救主女神」（Thea Philometor Soteira），藉此連結她逝去的前夫托勒密六世，以及王朝的建立者托勒密一世。
儘管亞歷山卓公民們站在克麗奧佩脫拉二世這一側，她也受到國內希臘人和猶太人社群的支持，但托勒密八世和克麗奧佩脫拉三世卻受到國內本土埃及人擁戴。大多數埃及人繼續承認托勒密八世是他們的國王，他仍掌握其他一些城市和埃及鄉間。然而在南方上埃及的國度，一位名為哈西西（Harsiesi）的本土埃及人趁著這個混亂局面發動叛亂，還依著前二世紀霍爾溫尼菲爾和安赫瑪基斯等前人那樣，自己自立為法老。哈西西在前131年8月或9月時占領了底比斯，但最後在11月時被效忠托勒密八世的底比得將軍包斯（Paos）擊敗並追剿，包斯他也是埃及本土人。

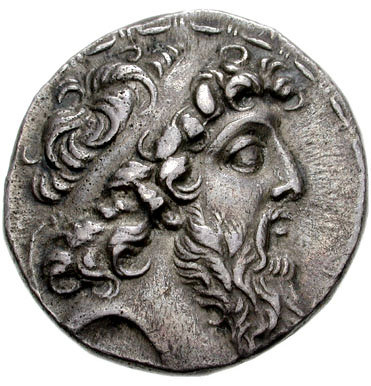
塞琉古國王德米特里二世的錢幣

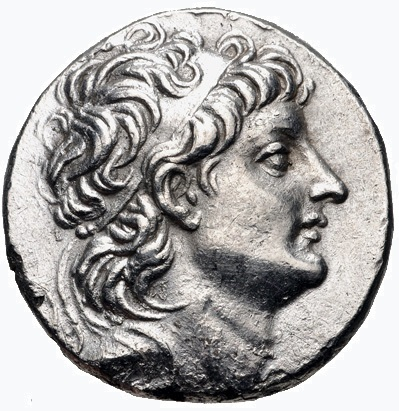
塞琉古國王亞歷山大二世的錢幣

前130年年初，托勒密八世與克麗奧佩脫拉三世開始從賽普勒斯島反攻回埃及，春季時他們掌管了孟菲斯。因為底比得將軍包斯成功追剿哈西西，他們重用包斯，讓他統領整個上埃及全境和以及其該區軍事力量，這是首次本土埃及人擔任如此顯赫職位。前130年9月，自立為法老的哈西西叛亂被平定，抓捕後處死。托勒密八世和克麗奧佩脫拉三世對亞歷山卓城發動圍城戰，但沒能攻下這做大城市。克麗奧佩脫拉二世在埃及國內還保有一些勢力，效忠於她的哈耳摩拖斯（Harmonthis）在前130年8月還控制著底比斯城。克麗奧佩脫拉二世計畫讓自己與托勒密八世所生的兒子托勒密·孟斐忒斯從賽普勒斯島召回，這位男孩此時才年僅12歲，她計畫把他兒子立為共治王。托勒密八世在前130年逮住這位想叛變的兒子，不僅殺了他還把他肢解，在克麗奧佩脫拉二世生日當天送回給她當禮物。內戰雙方都向羅馬尋求幫助，但元老院並不想介入這場紛爭。
在實力懸殊且局勢越發絕望下，在前129年克麗奧佩脫拉二世決定女婿德米特里二世請求軍事幫助，並願提供埃及國王王位回報，塞琉古國王德米特里二世之前兵敗被安息帝國軟禁多年，才剛逃回國重登塞琉古王位。前128年德米特里二世同意請求，不顧國人反對執意發兵進軍埃及，但他率領的軍隊在埃及邊境的要塞重地貝魯西亞受阻，軍隊也對他不滿而暴動。塞琉古帝國境內包含首都安條克城發生大規模對德米特里的叛變，厭惡德米特里的安條克城公民，請求托勒密八世協助他們立一位新王，托勒密八世為了反制德米特里二世的入侵，也藉此進一步讓德米特里身陷困局，他讓一位自稱是前任塞琉古國王亞歷山大一世之子的人送往安條克城，並資助這位王子亞歷山大二世發動內戰來奪取塞琉古王位。德米特里不得不放棄埃及的入侵，回國平亂。這場塞琉古境內內戰持續多年，不僅消耗國力，也使他們無力介入埃及事務來反對托勒密八世。
隨著德米特里二世干涉埃及內戰的失敗，前127年在戰局絕望下克麗奧佩脫拉二世帶著財寶逃出亞歷山卓前往德米特里處流亡。很快地，托勒密八世在克麗奧佩脫拉二世逃走之後就於前126年攻陷亞歷山卓城，進城後托勒密八世對克麗奧佩脫拉二世的支持者發動血腥大清洗，文獻中提到許多托勒密八世血洗的軼事，但不清楚是這次攻陷亞歷山卓之時還是更早些前145年清洗托勒密六世支持者之時。另一方面，在德米特里二世於內戰中兵敗身亡後，他的王后克麗奧佩脫拉二世之女克麗奧佩脫拉·特婭立兒子安條克八世為塞琉古國王，繼續與亞歷山大二世內戰。

## 戰後（前126年－前116年）
內戰勝利之後，托勒密八世開始與克麗奧佩脫拉二世和談，也與塞留古國王安條克八世和克麗奧佩脫拉·特婭和解。前124年，托勒密八世放棄對亞歷山大二世的支持，改與安條克八世合作。為了加強雙方的關係，他把自己與克麗奧佩脫拉三世的女兒特里菲娜嫁給安條克。另一方面，克麗奧佩脫拉二世也願意與托勒密八世和解，她從敘利亞的塞留古宮廷返回埃及，並再度與托勒密八世和克麗奧佩脫拉三世一同共治，她的名字在前124年7月以後也與托勒密八世他們一同出現在莎草紙文件上。
托勒密八世和克麗奧佩脫拉三世與克麗奧佩脫拉二世的和解經過一個漫長的時間過程，為了鞏固他們和解的果實並且維持埃及的和平與繁榮，王家共同於前118年8月發布大赦全國，這份法令保存於數卷莎草紙復件之中。該法令赦免了前118年以前犯下的所有罪行，除謀殺和搶劫寺廟之罪未被赦免。該法令鼓勵內戰的難民返回家園並取回他們的財產，免除所有欠稅，並再確認內戰期間給予士兵的土地是有效的，再確認寺廟的土地所有權和稅收特權，並指示稅務官員使用標準化的度量衡。此外，該法令確立了法院對埃及人和希臘人之間的法律糾紛的管轄權，具體不同也反映在判決書語言的選擇上。因此以希臘文的判決文件仍由王家法官（chrematistai）裁決，原先王家法官裁判案件範圍不再涉及埃及人，改由埃及裔的人民法官（laokritai）判決來解決本土埃及人之間爭議，人民法官用埃及文撰寫判決文件。
托勒密八世去世於前116年6月28日，他的王位由其次子托勒密九世繼承，並由托勒密九世、克麗奧佩脫拉二世、克麗奧佩脫拉三世繼續維持三元共治的局面。查士丁提到他臨終時讓克麗奧佩脫拉三世選擇由她哪個兒子繼承王位，儘管克麗奧佩脫拉三世偏向小兒子托勒密十世，但亞歷山卓的公民強迫她選擇托較年長的托勒密九世，然而這段描敘的真實性可能是假的，可能是托勒密十世日後篡位托勒密九世後偽造出來的說法。

## 政策

### 托勒密王朝統治者崇拜
托勒密埃及有一套統治者崇拜，主要是托勒密節以及亞歷山大大帝祭司之頭銜，每年的會任命該年度的亞歷山大大帝祭司，這職位的正式名稱包含所有托勒密統治者國王和王后的封神頭銜，並且該年度的祭司之名為托勒密埃及官方文件中的紀年方式。前170年10月托勒密八世被立為兄姊的共治王，原先兄姊是以一對「愛母神」（Theoi Philometores）信仰而被崇拜，在加入托勒密八世之後並有三位「愛母神」。前164年當他成為單獨統治者時，托勒密八世似乎於此時使用新的王室崇拜稱號「施惠者」（Euergetes），但尚不清楚這對王朝神化崇拜有何影響，因為之後前163年他被逐出亞歷山卓之後，托勒密埃及官方的「愛母神」信仰再度被確立。
前145年他開始第二次統治時期，托勒密八世確實讓他與克麗奧佩脫拉二世一同合併到新的王室神化崇拜「施惠神」（Theoi Euergetai），克麗奧佩脫拉三世與托勒密八世結婚被立為共治王後某個時刻，於前142年或前141年之時被納入為第三位「施惠神」。內戰時期克麗奧佩脫拉二世於亞歷山卓移除了「施惠神」崇拜，但敵對的托勒密八世和克麗奧佩脫拉三世但仍於前130年保留他們自己的亞歷山大大帝祭司，這段期間該祭司在當時的文件被稱為「國王營中的亞歷山大帝祭司」，直到前127年他們重新收復亞歷山卓城為止。到了前124年托勒密八世與他的姊姊和解，並恢復內戰前的狀況，這維持到托勒密八世去世才改變。在王室三人最終和解後不久，從前118年5月開始一位新的國王以「新愛父神」（Theos Neos Philopator）的身份被納入王朝神化崇拜中，這位新出現的國王可能是死後追封，他可能是托勒密·歐帕托爾，或是被托勒密八世所殺的托勒密，或是他自己的兒子托勒密·孟斐忒斯，其中托勒密·孟斐忒斯最有可能，死後神化這位王子來作為他父母親和解的結果。
自從阿爾西諾伊二世逝世開始，托勒密埃及逝世的王后會被授予另一個屬於自己的王室崇拜，她將會有另一個女祭司，在「托勒密節」的遊行中的順序上這位女祭司會在亞歷山大大帝祭司之後進場，官方文書記錄年份時也會使用她的祭司名作為紀年方式。前131年或前130年，托勒密八世和克麗奧佩脫拉三世在內戰中對抗克麗奧佩脫拉二世時，也在這個傳統的基礎上為在世的克麗奧佩脫拉三世建立另一套新的崇拜，這個新職位祭司被稱為「偉大的眾神之母，伊希斯的神聖幼駒（Hieros Polos）」，在遊行的順序上他直接在亞歷山大大帝祭司之後，在其他歷代王后的女祭司之前。這個職位與以前王后的女祭司職位不同，因為他是祀奉在世王后而不是已故的王后設立的，而且是男祭司而不是女祭司，這祭司職位在前105年以後就不再設立。

### 法老思想和埃及宗教

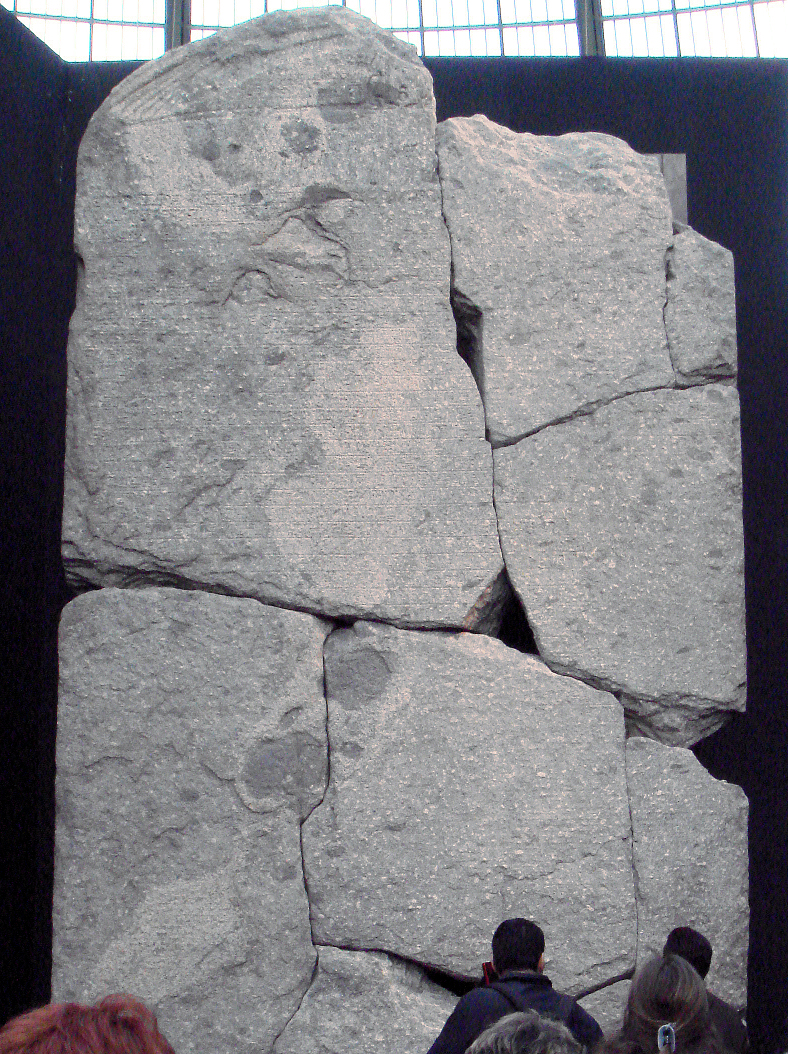
托勒密八世所立的石碑，上頭歌頌他的統治和他尊崇、貢獻給埃及神祇，碑文以古希臘文和埃及聖書體分別書寫。

從托勒密王國建國開始，托勒密王朝統治者就承擔了埃及法老的傳統角色，並與埃及高級祭司們尋求互助合作的聯盟。從前三世紀到前二世紀的時間裡，托勒密王朝統治者在承擔和投入法老的腳色程度穩步增加，到了托勒密八世之時他承擔的法老程度達到了一個新的高度，使他在與克麗奧佩脫拉二世內戰中，受埃及社群歡迎程度高於希臘社群。在前118年大赦令中，宣布托勒密八世、克麗奧佩脫拉三世與克麗奧佩脫拉二世大和解，王室三元統治者承諾會支持埃及各地寺廟的重建和修復工作，他們還承諾會支付阿匹斯神牛和姆尼维斯神牛的木乃伊製作和葬禮費用。

### 亞歷山卓學術風氣
托勒密八世積極參與希臘學術界，尤其是在語言學方面，據說他在前145年之前某個時刻撰寫了有關荷馬的著作研究，還著有有關神異學的雜記（Hypomnemata）共24冊，內容涉及歷史和當代君主故事，以及異國野生動物與其他主題。他的著作僅有殘篇流傳到後世，今收集於費利克斯·雅各比的《希臘歷史學家殘篇集成》（FGrH）之中。
儘管個人有這種興趣，但托勒密八世在位期間，亞歷山卓作為學術中心的重要性大幅下降，一部分是他在前145年和前126年奪取城市時施行的大屠殺行為，在他的第一波受害者之中有一些著名的知識分子，如薩莫色雷斯的阿里斯塔庫斯和雅典的阿波羅多洛斯等，剩餘的亞歷山卓學者流亡海外，大部分逃到雅典或羅德島定居。

### 印度洋貿易路線
托勒密埃及長期掌握著遍布紅海的貿易站網絡，使他們能夠從非洲之角獲得黃金、象牙和戰象。在托勒密八世統治的最後幾年，這些水手們發現北印度洋環流每年固定逆轉使得夏季穿越 印度洋 並在冬季返回成為可能。第一個進行這種航行的希臘人是基齊庫斯的歐多克索斯，據稱他曾在前118年來往印度，並在前116年再次前往。這一發現開闢了航往印度的航道，增加與印度直接進行海運貿易的可能性，在這之前地中海地區與印度之間的貿易都依賴於陸路中間商，透過亞丁灣和波斯灣的阿拉伯地區的水手，然後再由納巴泰人率領的沙漠商隊運送貨物穿越阿拉伯沙漠，來到地中海沿岸。此後托勒密埃及的水手自己開始全程印度海運貿易，開啟印度洋貿易，這將成為從前一世紀到四世紀時全球貿易中歐亞貿易體系運作的主要部分之一。

## 婚姻和子嗣
托勒密八世在前145年復位時與姊姊克麗奧佩脫拉二世結婚，並育有一子：
| 名字            | 圖像 | 出生                    | 死亡    | 備註                                              |
| --------------- | ---- | ----------------------- | ------- | ------------------------------------------------- |
| 托勒密·孟斐忒斯 |      | 前144年–前142年之間某刻 | 前130年 | 於前130年被其父親所殺，可能短暫被其母立為共治王。 |

托勒密八世在前142年或前141年之時，再與侄女克麗奧佩脫拉三世結婚，她是托勒密六世和克麗奧佩脫拉二世的女兒。與八世有數個孩子：
| 名字                | 圖像 | 出生                      | 死亡           | 備註 |
| ------------------- | ---- | ------------------------- | -------------- | --- |
| 托勒密九世          |      | 前142年                   | 前81年12月     | 前116年到前107年與其母；祖母同為埃及的共治王，之後流亡賽普勒斯島，並再度於前88年到前81年為埃及國王。 |
| 托勒密十世          |      | 前140年？                 | 前88年或前87年 | 前114年到前107年為賽普勒斯國王，之後與其母同為埃及共治王，直到前88年被驅逐。 |
| 特里菲娜            |      | 約前140年                 | 前110/109年    | 嫁給塞琉古國王安條克八世成為王后。 |
| 克麗奧佩脫拉四世    |      | 前138年–年135年？之間某刻 | 前112年        | 嫁給兄長托勒密九世，並於前116年到前115年與他一同共治。之後離婚改嫁給塞琉古國王安條克九世成為王后。 |
| 克麗奧佩脫拉·塞勒涅 |      | 前135年–年130年？之間某刻 | 前69年         | 於前115年嫁給托勒密九世，可能直到前107年為止。之後她可能改嫁給托勒密十世。接著她在改嫁入塞琉古帝國，先後成為三位塞琉古國王之王后，分別為安條克八世、安條克九世、最後與繼子安條克十世結婚。克麗奧佩脫拉·塞勒涅最終以女王身分統治帝國因內戰分裂的部分領土。 |

跟其他某位情婦，可能是伊瑞涅（Eirene），托勒密八世與她有其他子嗣：
| 名字          | 圖像 | 出生 | 死亡   | 備註                                   |
| ------------- | ---- | ---- | ------ | -------------------------------------- |
| 托勒密·阿皮翁 |      |      | 前96年 | 在某年登基為昔蘭尼國王直到前96年過世。 |

## 註腳
1. 1 2 3 4 5 6 7  Chris Bennett. . Egyptian Royal Genealogy. Tyndale House.   [2 October 2019]. （原始内容存档于2019-09-28）.
2. 1 2 3  Hölbl 2001，第204頁
3. 1 2  Grainger 2010，第274頁
4. ↑  Chris Bennett. . Tyndale House.   [28 September 2019]. （原始内容存档于2019-09-28）.
5. 1 2  Grainger 2010，第294–5頁
6. ↑  馬加比二書 3.
7. ↑  Grainger 2010，第284–8頁
8. 1 2  Skeat, T.C. . Journal of Egyptian Archaeology. 1961, 47: 107–113.
9. ↑  Hölbl 2001，第172頁
10. ↑  波利比烏斯 28.12.8
11. 1 2  Walbank, F. W. . Oxford: The Clarendon Press. 1979: 321ff.
12. ↑  Porphyry, FGrH 260 F 49a
13. ↑  Grainger 2010，第296–7頁
14. ↑  Polybius 28.21; Diodorus 30.17
15. ↑  Polybius 28.19
16. ↑  Polybius 30.23
17. ↑  Grainger 2010，第297–300頁
18. ↑  Polybius 29.23.4; Porphyry FGrH 260 F 2.7
19. ↑  Grainger 2010，第300–1頁
20. ↑  Hölbl 2001，第144–6頁
21. ↑  Grainger 2010，第301–2頁
22. ↑  Polybius 29.23.4; Livy 45.11.2-7
23. ↑  Grainger 2010，第303–4頁
24. ↑  Diodorus 31.1
25. ↑  Mooren, L. . . Brussels. 1978–1979: IV.78–84.
26. ↑  Polybius 9.27; Diodorus 31.2-3.
27. ↑  Hölbl 2001，第146–8頁
28. ↑  Grainger 2010，第305–8頁
29. 1 2 3  Grainger 2010，第310–1頁
30. ↑  Diodorus 31.15a
31. 1 2  McGing, B.C. . Archiv für Papyrusforschung. 1997, 43 (2): 289–90.
32. ↑  Hölbl 2001，第181頁
33. ↑  Diodorus 31.17b
34. ↑  Hölbl 2001，第181–2頁
35. ↑  Diodorus 31.18; 瓦萊里烏斯·馬克西姆斯 5.1.1.
36. ↑  Hölbl 2001，第183頁
37. ↑  Diodorus 31.20 & 31.17c; Polybius 31.18.14
38. ↑  Grainger 2010，第312 & 319–320頁
39. 1 2  Hölbl 2001，第183–4頁
40. ↑  Polybius 31.10, 17-18
41. 1 2  Grainger 2010，第325 & 327頁
42. 1 2  Hölbl 2001，第185–186頁
43. ↑  Polybius 31.19-20
44. ↑  Polybius 33.11.4-7
45. 1 2  IG Cyr. 011200: 內文和英文翻譯於此Dobias-Lalou, Catherine. . Inscriptions of Greek Cyrenaica. CRR-MM, Alma Mater Studiorum Università di Bologna.   [4 October 2019]. （原始内容存档于2018-11-06）.
46. ↑  Polybius 33.11
47. ↑  Polybius 39.7; Diodorus 31.33
48. 1 2 3 4  Hölbl 2001，第187–189頁
49. ↑  Grainger 2010，第327–328頁
50. ↑  普魯塔克 Life of Tiberius Gracchus 1.
51. ↑  Günther, L.-M. . Historia. 1990, 39: 124–128.
52. ↑  Criscuolo, L. . Jördens, A.; Quack, J.Fr.  (编). . 2011: 132–150.
53. ↑  Justin 38.8.2-3; Diodorus 33.13.
54. 1 2  Chris Bennett. . Tyndale House.   [4 October 2019]. （原始内容存档于2020-05-23）.; Chris Bennett. . Tyndale House.   [4 October 2019]. （原始内容存档于2019-09-28）.
55. 1 2 3 4  Hölbl 2001，第194–195頁
56. 1 2 3 4  Justin Epitome of Pompeius Trogus 38.8
57. ↑  Christian Habicht, Hellenistic Athens and her Philosophers, David Magie Lecture,  FGrHist; 270; F 9 Princeton University Program in the History, Archaeology, and Religions of the Ancient World, 1988, p. 9.
58. 1 2  瓦萊里烏斯·馬克西姆斯 Memorable Deeds and Sayings IX.ext.5
59. ↑  斯特拉波, Geography 17.1.11; 普魯塔克 Life of Coriolanus 11.2
60. 1 2  Menecles of Barca FGrH（英语：Fragmente der griechischen Historiker） 270 F9
61. ↑  李維 Periochae 59; Justin, Epitome of Pompeius Trogus 38.8
62. ↑  Ogden, Daniel. . London: Duckworth. 1999: 96–98.
63. 1 2  Hölbl 2001，第196頁
64. ↑  Diodorus Bibliotheca 33.28b; Poseidonius FGrH 87 F7; Justin, Epitome of Pompeius Trogus 38.8.8-11
65. ↑  Justin, Epitome of Pompeius Trogus 38.8.11-15; Livy, Periochae 59.
66. ↑  Chris Bennett. . Tyndale House.   [4 October 2019]. （原始内容存档于2020-05-23）.
67. 1 2 3 4 5 6 7 8  Hölbl 2001，第197–200頁
68. 1 2  Chris Bennett. . Tyndale House.   [10 November 2019]. （原始内容存档于2019-11-10）.
69. ↑  Diodorus Bibliotheca 34/35.14; Justin, Epitome of Pompeius Trogus 38.8.13-15
70. ↑  李維, Periochae 59
71. ↑  Eusebius, Chronographia I.257; Justin Epitome of Pompeius Trogus 39.1
72. ↑  Justin, Epitome of Pompeius Trogus 38.9 & 39.1; Eusebius 1.257
73. ↑  Houghton, Arthur; Le Rider, Georges. . Bulletin de Correspondance Hellénique. 1988, 112: 401–411. doi:10.3406/bch.1988.1752.; Chrubasik 2016，第143頁
74. ↑  Grainger 2011，第375–82頁
75. ↑  Justin Epitome of Pompeius Trogus XXXIX.1
76. 1 2 3  Chris Bennett. . Tyndale House.   [4 October 2019]. （原始内容存档于2019-09-28）.
77. ↑  Grainger 2011，第382–3頁
78. ↑  Grainger 2011，第383–4頁
79. 1 2 3 4  Hölbl 2001，第201–203頁
80. ↑  P. Tebt. I 5 ，內文與英文翻譯於  （页面存档备份，存于）.
81. ↑  Chris Bennett. . Tyndale House.   [4 October 2019]. （原始内容存档于2019-01-13）.
82. 1 2  Chris Bennett. . Tyndale House.   [10 November 2019]. （原始内容存档于2019-09-28）.
83. ↑  Ptolemy VIII, FGrH 234
84. ↑  Hölbl 2001，第203頁
85. ↑  斯特拉波 Geography 2.3 (Text on LacusCurtius).